# Marienburg (teuton)

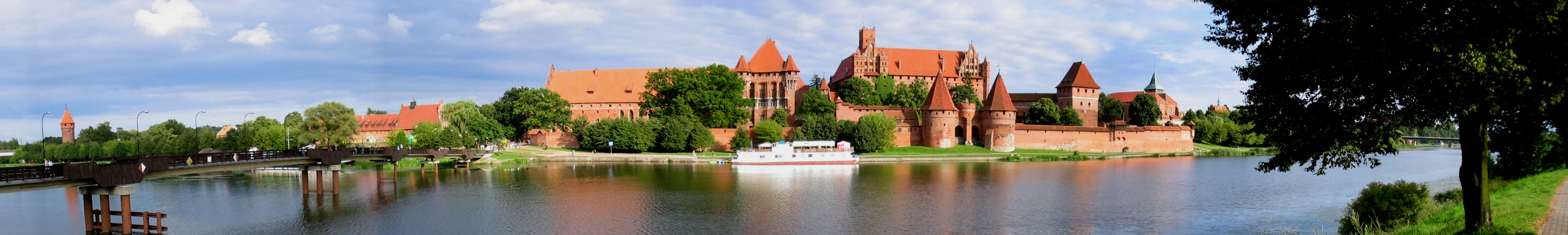
Marienburg (i.e., Castelul Malbork)

## Ordinul teutonilor
În expansiunea spre est a cavalerilor-călugări teutoni, aceștia își consolidează poziția militară prin construirea de cetăți în ținuturile cucerite. Astfel, între anii 1270 - 1300, pe malul Nogatului (un afluent al râului Vistula), apare și cetatea Marienburg, în cadrul venerării Sf. Fecioare Maria (atunci cea mai mare clădire din Europa medievală construită din cărămidă). În prezent are numele Malbork. În timp ce ordinul cavalerilor teutoni realizează succese în Europa spre est, suferă înfrângeri mari în "Țara Sfântă". Astfel cade cetatea Montfort în 1271. 
Situația politică îl determină pe marele maestru al Ordinului teutonic să-și mute centrul de la Veneția la Marienburg, de care aparține și ducatul Lituania. După înfrîngerea suferită în fața trupelor poloneze în bătălia de la Tannenberg din anul 1410, Heinrich von Plauen reușește să apere cu succes cetatea în bătălia de la Marienburg din anul 1422. Cu toate acestea în anul 1454, ordinul ajungând în dificultăți financiare, marele maestru Ludwig von Erlichshausen este nevoit să vândă cetatea Marienburg regelui polonez (1455) și se refugiază la Königsberg.
Situația militară a ordinului s-a înrăutățit prin bătălia din 1422. A fost nevoit să renunțe în favoarea polonezilor cetăți, între care Gollub (Drewenz) era fortăreața cea mai puternică.
În bătălia de la Marienburg din 1422, contra cavalerilor teutoni a luptat și un detașament moldovean trimis Alexandru cel Bun, la fel ca în 1410, când principatul Moldovei a participat printr-un grup militar la Grünwald (Tannenberg).

## Dominație prusacă și poloneză
La 7 iunie 1457, regele Poloniei ocupă cetatea Marienburg, marele maestru al ordinului teutonic refugiindu-se la Königsberg (astăzi Kaliningrad). În a doua pace de la Thorn, cetatea Marienburg este anexată definitiv de Polonia. Statul Ordinului cavalerilor teutoni devine în partea vestică ducatul Prusia, stat vasal regelui Poloniei în timpul marelui maestru Albrecht I, care domnește începând din 9 mai 1525 cu titlul de duce al Prusiei, având reședința în orașul Königsberg.
În timpul războiului de treizeci de ani - și anume în anii 1626-1629 -, precum și în războiul suedezo-polonez (1656-1660), cetatea Marienburg a s-a aflat sub ocupație suedeză. Începând din anul 1773 cetatea aparține Prusiei occidentale și regatului Prusiei. 
Sub președintele Heinrich Theodor von Schön, cetatea a fost în mare parte restaurată, regele Prusiei Frederich Wilhelm IV conferindu-i, ca răsplată, titlul onorific de baron de Marienburg. Întrucât într-o fază istorică târzie, Marienburg a găzduit o cazarmă, numeroase elemente arhitectonice ale cetății medievale au fost distruse sau modificate. Față de aceste stricăciuni au luat poziție Friedrich Gilly și Friedrich Frick, care au publicat 1794 vederi, desene despre cetate și au inițiat o campanie de salvare a ei. 
În 1804 regele Friedrich Wilhelm III interzice alte modificări sau distrugeri a arhitecturii vechi. În 1817 încep lucrări de restaurare a cetății, în baza unor planuri arhitectonice în special ale arhitectului Karl Friedrich Schinkel.